# 1946 год в спорте
Список 1946 год в спорте перечисляет спортивные события, произошедшие в 1946 году.

## СССР
- Чемпионат СССР по боксу 1946;
- Чемпионат СССР по классической борьбе 1946;
- Чемпионат СССР по баскетболу среди мужчин 1946;
- Чемпионат СССР по волейболу среди женщин 1946;
- Чемпионат СССР по волейболу среди мужчин 1946;
- Созданы баскетбольные клубы:
  - «Казаночка»;
  - «Локомотив-Кубань»;
  - СКА (Киев);

### Футбол
- Кубок СССР по футболу 1946;
- Чемпионат СССР по футболу 1946;
- Созданы футбольные клубы:
  - ВМС (Москва);
  - «Водник» (Николаев);
  - «Динамо-2» (Киев);
  - «Динамо-93»;
  - «Иртыш» (Омск);
  - «Кузбасс» (Кемерово);
  - «Ракета» (Горький);
  - «Свердловец»;
  - «Химик» (Дзержинск);
  - «Чертков»
  - «Шахтёр» (Прокопьевск);
  - «Шахтёр» (Торез);

### Хоккей
- Чемпионат СССР по хоккею с шайбой 1946/1947
- Созданы хоккейные клубы:
  - «Динамо» (Ленинград);
  - «Динамо» (Москва);
  - «Динамо» (Рига, 1946);
  - «Динамо» (Таллин);
  - «Кристалл» (Саратов);
  - «Металлург» (Серов);
  - СКА;

## Международные события
- Чемпионат Европы по баскетболу 1946;
- Чемпионат Европы по лёгкой атлетике 1946;
- Чемпионат мира по снукеру 1946;
- Чемпионат мира по тяжёлой атлетике 1946;
- Чемпионат мира по футболу 1946. Отменён.

### Шахматы
- Гронинген 1946;
- Лондон 1946;
- Радиоматч СССР — Великобритания по шахматам 1946;